# استاد مولينيو
استاد مولينيو (بالإنجليزية: Molineux Stadium)‏ هو ملعب كرة قدم يقع في مدينة وولفرهامبتون في إنجلترا، يتسع لـ 30،852 متفرج.

## التاريخ
بدأ بناء الملعب في 1889 وافتتح في نفس العام. تم تجديده في 1991.